# Cadeias montanhosas da costa do Pacífico
As Cadeias montanhosas da costa do Pacífico (no Canadá)  e o  Sistema montanhoso do Pacífico  (nos Estados Unidos)  são uma série de cadeias montanhosas que se estendem ao longo da costa oeste da América do Norte, do Alasca ao México. Fazem parte da Cordilheira do Oeste .

## Geografia
As cadeias de montanhas reúnem na mesma área uma série de montanhas. Apresentam as superfícies mais elevadas do relevo continental e as encostas mais íngremes; por isso, sofrem intensamente o desgaste provocado pela água, pelo vento e pelas geleiras. As montanhas fornecem grande quantidade de sedimento para as áreas mais baixas de seu entorno. O termo cordilheira designa um conjunto de cadeias de montanhas.

## Principais montanhas
Listadas do norte para o sul:
- Montanhas Kenais, sul do Alasca
- Montanhas Chugach, sul do Alasca
- Montanhas Talkeetna, sul do Alasca
- Cadeia montanhosa Yukon, Alasca, Yukon
  - Montanhas Wrangell, sul do Alasca
- Montanhas Saint Elias, sul do Alasca, no sudoeste de Yukon, no extremo noroeste da Colúmbia Britânica
  - Montanhas Alsek
    - Montanhas Fairweather
    - Montanhas Takshanuk, Haines, Alasca, entre as bacias hidrográficas de Chilkat e Chilkoot
- Montanhas da costa
  - Montanhas fronteiriças, sudoeste do Alasca, no sudoeste da Colúmbia Britânica
    - Montanhas Cheja (sudoeste dos Rios Taku/Whiting)
    - Montanhas Chechidla
    - Montanhas Chutine
    - Montanhas Adam
    - Montanhas Ashington
    - Montanhas Burniston
    - Montanhas Dezadeash
    - Montanhas Florence
    - Montanhas Halleck
    - Montanhas Juneau
    - Montanhas Kakuhan
    - Montanhas Lincoln
    - Montanhas Longview
    - Montanhas Peabody
    - Montanhas Rousseau
    - Montanhas Seward
    - Montanhas Snowslide
    - Montanhas Spectrum
    - Stikine Icecap

  - Montanhas Kitimat BC North Coast
  - Montanhas Pacific BC South & Central Coast
    - Montanhas Rainbow, noroeste de Chilcotin, também classificável como parte do Interior Plateau
    - Montanhas Pantheon, área Homathko
    - Montanhas Niut Range, área Homathko
    - Montanhas Waddington Range, área Homathko
    - Montanhas Whitemantle Range, área Homathko
    - Montanhas Bendor Range
    - Montanhas Garibaldi Ranges
    - Montanhas Clendinning Range
    - Montanhas Tantalus Range
    - Montanhas Chilcotin Ranges
      - Montanhas Dickson Range
      - Montanhas Shulaps Range
      - Montanhas Camelsfoot Range

    - Montanhas Lillooet Ranges, (Garganta do Fraser Canyon)'
      - Montanhas Cantilever Range
      - Montanhas Cayoosh Range

    - Montanhas Douglas Ranges
    - Montanhas Front Ranges (Montanhas North Shore )
- Montanhas Insular, Colúmbia Britânica
  - Montanhas Vancouver Island Ranges, Colúmbia Britânica
  - Montanhas Rainha Charlotte , Colúmbia Britânica
- Montanhas Olympic Mountains, Washington
- Montanhas Cascade Range, Colúmbia Britânica (Garganta do Fraser Canyon), Washington, Óregon e Califórnia
- Montanhas Oregon Coast Range, Óregon
  - Montanhas Northern Oregon Coast Range
  - Montanhas Central Oregon Coast Range
  - Montanhas Southern Oregon Coast Range
- Montanhas Calapooya, Óregon
- Klamath-Siskiyou, Óregon, Norte da Califórnia
  - Montanhas Klamath, Óregon, Norte da Califórnia
  - Montanhas Siskiyou , Óregon, Norte da Califórnia
  - Trinity Alps and Salmon Mountains, Norte da Califórnia
  - Montanhas Yolla Bolly, Norte da Califórnia
- Montanhas da costa da Califórnia, Norte da Califórnia
  - King Range (Califórnia), Norte da Califórnia
  - Montanhas Mendocino , Norte da Califórnia
  - Montanhas Mayacamas , Norte da Califórnia
  - Marin Hills, Norte da Califórnia, (incluindo o Monte Tamalpais)
- Montanhas da costa da Califórnia, Centro da califórnia
  - Montanhas Santa Cruz, Centro da califórnia
  - Montanhas Diablo, Centro da califórnia
  - Montanhas Santa Lucia, Centro da califórnia
  - Montanhas Temblor, Centro da califórnia
  - Montanhas Caliente, Centro da califórnia
- Montanhas Transverse, Sul da Califórnia
  - Montanhas Sierra Madre, Sul da Califórnia
  - Montanhas Sierra Pelona, Sul da Califórnia
  - Montanhas San Emigdio, Sul da Califórnia
  - Montanhas San Rafael, Sul da Califórnia
  - Montanhas Santa Ynez, Sul da Califórnia
  - Montanhas Tehachapi, Sul da Califórnia
  - Montanhas Topatopa, Sul da Califórnia
  - Montanhas Santa Susana , Sul da Califórnia
  - Montanhas Simi Hills, Sul da Califórnia
  - Montanhas Santa Monica , Sul da Califórnia
  - Chalk Hills, Sul da Califórnia
  - Montanhas San Gabriel, Sul da Califórnia
  - San Rafael Hills, Sul da Califórnia
  - Puente Hills, Sul da Califórnia
  - Montanhas San Bernardino , Southern California
  - Montanhas Little San Bernardino, Southern California
- Montanhas Peninsulares, Southern California and Mexico
  - Montanhas Santa Ana , Sul da Califórnia
  - Chino Hills, Sul da Califórnia
  - Montanhas San Jacinto, Sul da Califórnia
  - Montanhas Palomar, Sul da Califórnia
  - Montanhas Laguna, Sul da Califórnia
  - Sierra Juarez, Norte da Baja California, México
  - Sierra San Pedro Martir, Centro da Baja California, México
  - Sierra de la Giganta, Sul da Baja California, México
  - Sierra de la Laguna, Sul da Baixa Califórnia, México
- Sierra Madre Occidental, Noroeste do México